# Ichneumon stigma
Ichneumon stigma là một loài tò vò trong họ Ichneumonidae.